# Juan Gerardo Treviño Chávez
Juan Gerardo Treviño Chávez, dit El Huevo, est un criminel américain, membre de la famille Treviño, qui a dirigé le cartel du nord-est. Sa capture, en mars 2022, est qualifiée par le gouvernement mexicain comme « le grand coup de la décennie ».

## Biographie
Juan Gerardo Treviño Chávez est américain. Il fait partie de la famille Treviño. Il est, entre autres, le frère de Juan Francisco Treviño Chávez, de même que le neveu de Miguel Ángel Treviño Morales (Z-40) et de Omar Treviño Morales (Z-42).

### Au contrôle du cartel du nord-est
Le 5 juillet 2018, le bureau du procureur général de l'État de Tamaulipas annonce offrir une récompense de deux millions de pesos pour toute information permettant la capture de Juan Gerardo Treviño Chávez.
En 2020, « El Huevo » et son cartel mènent un conflit pour le contrôle de Monterrey, Nuevo León qui les opposent au cartel de Jalisco Nouvelle Génération, alors dirigé par Nemesio « El Mencho » Oseguera Cervantes, et au cartel Beltrán Leyva, alors dirigé par José Rodolfo « El Gato » Villarreal Hernández,.

### Capture
Le 13 mars 2022, le Secrétariat à la Défense nationale du Mexique capture « El Huevo » à Nuevo Laredo, Tamaulipas, à la suite d'une opération menée par une trentaine de soldats et ayant mobilisés un hélicoptère Black Hawk et des véhicules blindés Plasan Sand Cat. Il est transféré à Piedras Negras, Coahuila puis à Mexico. Cette arrestation déclenche des violences, tels que des barrages routiers et des incendies. Le consulat américain à Nuevo Laredo est aussi pris pour cible et les ponts reliant le Mexique aux États-Unis dans cette zone ont dû être fermés,.
Au moment de sa capture, il faisait l'objet de trois mandats :
- Un mandat d'arrêt émis par l'État de Tamaulipas pour extorsion et association de malfaiteurs
- Un mandat d'arrêt émis par l'État de Coahuila pour homicide volontaire et terrorisme
- Un mandat d'extradition pour trafic de drogue et blanchiment d'argent

### Expulsion
Le 15 mars 2022, Juan Gerardo Treviño Chávez est mis à disposition des autorités américaines à San Diego. « El Huevo » aurait en fait été remis aux États-Unis pour des raisons d'immigration illicite vers le Mexique, plus que pour sa participation au cartel du nord-est.